# Mezenhim
Mezenhim je embrionalno vezivno tkivo iz kojega nastaju sva ostala vezivna i potporna tkiva. Sastoji se od zvjezdolikih, polipotentnih stanica koje su svojim dugačkim citoplazmatskim izdancima povezane u trodimenzionalnu mrežu smještenu u polutekućoj, želatinoznoj međustaničnoj tvari koja je sastavljena od hijaluronske kiseline i manjih količina tankih vezivnih vlakana (kolagen tipa III). Imaju svijetlu jezgru s vidljivom jezgricom. Blastem je nakupina mezenhimskih stanica koje su se počele diferencirati u smjeru nekog određenog tkiva ili strukture.
Za mezenhimu je karakteristična labava združenost stanica koje nemaju polarnosti i okružuje ih velika izvanstanična matrica.